# Departament
Un departament (en francès: département, en castellà: departamento) és una administració i subdivisió política de molts països. Com una unitat territorial, el departament es va utilitzar per primera vegada per la Revolució Francesa, on els governs, pel que sembla, volien remarcar que cada territori era simplement una subdivisió administrativa de la nació unida sobirana.
El terme «departament», en altres contextos, significa una subdivisió administrativa d'una organització més gran. Aquest intent de restar importància a la identitat política local contrasta fortament amb els països que es divideixen en «estats» – la qual cosa implica la sobirania local. Avui dia, els departaments poden existir amb una assemblea representativa i executiva o sense.

## Departaments per país
Alguns països i territoris del món que se subdivideixen en departaments són els següents:
| - Argentina - Benín - Bolívia - Burkina Faso - Camerun - Colòmbia - Congo | - Costa d'Ivori - El Salvador - Alaska (històric) - França - Gabon - Guatemala - Haití | - Hondures - Nicaragua - Níger - Paraguai - Perú - Senegal - Uruguai |